# Novlene Williamsová-Millsová
Novlene Williamsová-Millsová, rozená Novlene Williams (* 26. dubna 1982, Saint Ann Parish) je jamajská atletka, sprinterka. Její hlavní disciplínou je běh na 400 metrů.

## Kariéra

### Štafetové běhy
Svých největších úspěchů dosáhla především ve štafetě na 4 × 400 metrů. Čtyřikrát vybojovala společně se svými krajankami stříbrné medaile na světových šampionátech (Helsinky 2005, Ósaka 2007, Berlín 2009, Tegu 2011). Dvakrát získala také bronzové medaile na letních olympijských hrách (Athény 2004, Peking 2008).
O jeden z nejlepších výsledků se jamajské kvarteto ve složení Rosemarie Whyteová, Davita Prendergastová, Novlene Williamsová-Millsová a Shericka Williamsová postaralo na MS v atletice 2011 v Tegu, kde zaběhlo nový jamajský rekord 3:18,71.

### Individuální úspěchy
Na letní olympiádě v Athénách v roce 2004 ji jen těsně unikla finálová účast v běhu na 400 metrů. Ve třetím semifinálovém běhu doběhla v čase 50,85 s na třetím místě, což k postupu do finále nestačilo. Z každého běhu postoupily dvě nejlepší a dvě zbývající na čas. Poslední postupující se stala Ruska Natalja Nazarovová, která byla o 22 setin sekundy rychlejší.
V roce 2006 skončila pátá na halovém MS v Moskvě. V letní sezóně získala bronz na hrách Commonwealthu v australském Melbourne a třetí místo ve své disciplíně obsadila také na světovém poháru v Athénách.
Jejím největším individuálním úspěchem je bronzová medaile, kterou vybojovala na MS v atletice v japonské Ósace v roce 2007. Ve finále čtvrtku zaběhla v čase 49,66 s a za svým osobním maximem zaostala jen o tři setiny. Rychlejší byly jen britské běžkyně Nicola Sandersová (stříbro) a Christine Ohuruoguová (zlato).
Na olympiádě v Pekingu v roce 2008 skončila v semifinále na celkovém 12. místě a stejně jako v Athénách do finále nepostoupila. Těsně pod stupni vítězů, na 4. místě skončila ve finále MS v atletice 2009 v Berlíně. Bronzovou medaili zde získala Ruska Antonina Krivošapková, která cílem proběhla o šest setin dříve než Jamajčanka. Do finále postoupila také na světovém šampionátu v jihokorejském Tegu v roce 2011, kde obsadila 8. místo.

### Osobní rekordy
- 400 m (hala) – 51,25 s  – 11. března 2006, Moskva
- 400 m (dráha) – 49,63 s – 23. září 2006, Šanghaj